# Herb gminy Legnickie Pole
Herb gminy Legnickie Pole – jeden z symboli gminy Legnickie Pole, autorstwa Piotra Dymmela, ustanowiony 5 czerwca 1998.

## Wygląd i symbolika
Herb przedstawia na tarczy dwudzielnej w pas w polu górnym złotym czarnego orła dolnośląskiego, w polu dolnym błękitnym skrzyżowany srebrny miecz i takąż strzałę, między którymi krzyż złoty.
Czarny orzeł symbolizuje historyczną przynależność gminy do Dolnego Śląska. Mobilia w dolnym polu nawiązują do bitwy pod Legnicą i jej znaczenia dla obrony świata chrześcijańskiego przed najazdem Mongołów. Miecz symbolizuje obrońców chrześcijaństwa, strzała natomiast jest stylizowana na używaną przez Mongołów. Krzyż dodatkowo podkreśla religijne znaczenie bitwy.